# I Hear a Symphony (singolo)
I Hear a Symphony è un singolo del gruppo femminile statunitense The Supremes, pubblicato nel 1965 dalla Motown.
Il brano, inserito nell'album omonimo, è stato scritto dal trio di autori Holland-Dozier-Holland.

## Tracce
- 7"

1. I Hear a Symphony
2. Who Could Ever Doubt My Love

## Formazione
- Diana Ross - voce
- Florence Ballard - cori
- Mary Wilson - cori
- The Funk Brothers - strumenti